# Ère Jōei
L'ère Jōei (貞永) est une des Ères du Japon (年号, nengō, lit. « nom de l'année ») après l'ère Kangi et avant l'ère Tenpuku. Cette ère couvre la période allant du mois d'avril 1232 au mois d'avril 1233. Les empereurs régnants sont Go-Horikawa-tennō (後堀河天皇) et Shijō-tennō (四条天皇)

## Changement d'ère
- 1232 Jōei gannen (貞永元年?) : Le nom de la nouvelle ère est créé pour marquer un événement ou une succession d'événements. La précédente ère se termine quand commence la nouvelle, en Kangi 4.

## Événements de l'ère Jōei
- 1232 (Jōei 1, 2e mois) : Kujō Yoritsune est élevé au deuxième rang de troisième classe de la dōjō kuge[3].
- 1232 (Jōei 1, 11e mois) : Durant la onzième année de son règne (後堀河天皇11年), l'empereur  Go-Horikawa abdique et la succession (senso) est reçue par son fils ainé. Peu après, l'empereur Shijō est déclaré avoir accédé au trône (sokui)[4].

| Jōei      | 1re  | 2e   |
| Grégorien | 1232 | 1233 |